# Batesville (Indiana)
Batesville é uma cidade localizada no estado americano de Indiana, no Condado de Franklin e Condado de Ripley.

## Demografia
Segundo o censo americano de 2000, a sua população era de 6033 habitantes. 
Em 2006, foi estimada uma população de 6444, um aumento de 411 (6.8%).

## Geografia
De acordo com o United States Census Bureau tem uma área de 
15,3 km², dos quais 15,1 km² cobertos por terra e 0,2 km² cobertos por água. Batesville localiza-se a aproximadamente 276 m acima do nível do mar.

## Localidades na vizinhança
O diagrama seguinte representa as localidades num raio de 20 km ao redor de Batesville. 